# Piers Anthony
Piers Anthony właśc. Piers Anthony Dillingham Jacob (ur. 6 sierpnia 1934 w Oksfordzie, Wielka Brytania) – angielsko-amerykański pisarz science fiction i fantasy.
Piers Anthony tworzy przede wszystkim cykle powieściowe, np. Xanth, który liczy obecnie 40 tomów. Jest również autorem powieści napisanej na podstawie filmu Pamięć absolutna, z Arnoldem Schwarzeneggerem w roli głównej.
Nominowany do nagród Hugo i Nebula.

## Publikacje

### CyklKrąg Walki
- Sos Sznur (Sos the Rope, 1968), w Polsce w 1994 roku
- Var Pałki (Var the Stick, 1969), w Polsce w 1994 roku
- Neq Miecz (Neq the Sword, 1975), w Polsce w 1994 roku

### CyklXanth
- Zaklęcie dla Cameleon (A Spell for Chameleon, 1977), w Polsce w 1991 roku
- Źródła magii (The Source of Magic, 1979), w Polsce w 1992 roku
- Zamek Roogna (Castle Roogna, 1979), w Polsce w 1992 roku
- Przesmyk centaura (Centaur Aisle, 1982), w Polsce w 1992 roku
- Ogrze, ogrze (Ogre, Ogre, 1982), w Polsce w 1992 roku
- Nocna mara (Night Mare, 1983), w Polsce w 1993 roku
- Smok na piedestale (Dragon on a Pedestal, 1983), w Polsce w 1993 roku
- Okrutne kłamstwo (Crewel Lye: a Caustic Yarn, 1984), w Polsce w 1994 roku
- Zakochany golem (Golem in the Gears, 1986), w Polsce w 1993 roku
- Dolina kopaczy (Vale of the Vole, 1987), w Polsce w 1994 roku
- Niebiański cent (Heaven Cent, 1988), w Polsce w 1994 roku
- Młodzian z Mundanii (Man from Mundania, 1989), w Polsce w 1994 roku
- Wyspa widoków (Isle of View, 1990), w Polsce w 1995 roku
- W poszukiwaniu odpowiedzi (Question Quest, 1991), w Polsce w 1995 roku
- Barwa jej bielizny (The Color of Her Panties, 1992), w Polsce w 1995 roku
- Demony nie drzemią (Demons Don't Dream, 1993), w Polsce w 1995 roku
- Olbrzymie kochanie (Harpy Thyme, 1994), w Polsce w 1996 roku
- Obowiązkowy gargulec (Geis of the Gargoyle, 1995), w Polsce w 2004 roku
- Rok i prawne komplikacje (Roc and a Hard Place, 1995), w Polsce w 2004 roku
- Tamten zły wiatr (Yon Ill Wind, 1996), w Polsce w 2005 roku
- Faun & Games (1997)
- Zombie Lover (1998)
- Xone of Contention (1999)
- The Dastard (2000)
- Swell Foop (2001)
- Up in a Heaval (2002)
- Cube Route (2003)
- Currant Events (2004)
- Pet Peeve (2005)
- Stork Naked (2006)
- Air Apparent (2007)
- Two to the Fifth (2008)
- Jumper Cable (2009)
- Knot Gneiss (2010)
- Well-Tempered Clavicle (2011)
- Luck of the Draw (2012)
- Esrever Doom (2013)
- Board Stiff (2013)
- Five Portraits (2014)
- Isis Orb (2016)
- Ghost Writer in the Sky (2017)

### CyklAdept(Apprentice Adept)
- Pęknięta nieskończoność (Split Infinity, 1980), w Polsce w 1994 roku
- Błękitny adept (Blue Adept, 1981), w Polsce w 1995 roku
- Juxtaposition (1982)
- Out of Phaze (1987)
- Robot Adept (1988)
- Unicorn Point (1989)
- Phaze Doubt (1990)

### CyklAton
- Chthon (1967), jego pierwsza powieść nominowana do Hugo i Nebula
- Phthor (1975)

Za zgodą Piersa Anthony’ego, Charles Platt napisał następne dwie powieści tego cyklu: Plasm (1987) oraz Soma (1988).

### CyklOf Man and Manta
- Omnivore (1968)
- Orn (1970)
- 0X (1976)

### CyklJason Striker(wraz z Roberto Fuentes)
- Kiai! (1974)
- Mistress of Death (1974)
- Bamboo Bloodbath (1974)
- Ninja's Revenge (1975)
- Amazon Slaughter (1976)
- Curse of the Ninja (1976)

### CyklCluster(kontynuacja powieści Tarot)
- Sfery (Cluster lub Vicinity Cluster) (1977), w Polsce w 1990 roku
- Chaining the Lady (1978)
- Kirlian Quest (1978)
- Thousandstar (1980)
- Viscous Circle (1982)

### CyklBio of a Space Tyrant
- Refugee (1983)
- Mercenary (1984)
- Politician (1985)
- Executive (1985)
- Statesman (1986)
- The Iron Maiden (2001)

### CyklIncarnations of Immortality
- On a Pale Horse (1983)
- Bearing an Hourglass (1984)
- With a Tangled Skein (1985)
- Wielding a Red Sword (1986)
- Being a Green Mother (1987)
- For Love of Evil (1988)
- And Eternity (1990)
- Under a Velvet Cloak (2007)

### CyklKelvin of Rud(wraz z Robertem E. Margroff)
- Dragon's Gold (1987)
- Serpent's Silver (1988)
- Chimaera's Copper (1990)
- Orc's Opal (1990)
- Mouvar's Magic (1992)

### CyklMode
- Virtual Mode (1991)
- Fractal Mode (1992)
- Chaos Mode (1993)
- DoOon Mode (2001)

### CyklGeodyssey
- Isle of Woman (1993)
- Shame of Man (1994)
- Hope of Earth (1997)
- Muse of Art (1999)
- Climate of Change (jeszcze nie wyszło)

### CyklPornucopia
- Pornucopia (1989)
- The Magic Fart (2003)

### CyklChroMagic
- Key to Havoc (2002)
- Key to Chroma (2003)
- Key to Destiny (2004)
- Key to Liberty (2007)
- Key to Survival (2008)

### Inne powieści
- The Ring (1968), wraz z Robertem E. Margroff
- Macroscope (1969)
- Hasan (1969)
- The ESP Worm (1970), wraz z Robertem E. Margroff
- Prostho Plus (1971)
- Race Against Time (1973)
- Rings of Ice (1974)
- Triple Detente (1974)
- But What of Earth? (1976), wraz z Robertem Coulson
- Steppe (1976)
- Pretender (1979), wraz z Frances Hall
- Mute (1981)
- Anthonology (1985, zbiór opowiadań)
- Ghost (1986)
- Shade of the Tree (1986)
- Tarot (Tarot, 1987 – wydano ją w trzech częściach: God of Tarot, Vision of Tarot i Faith of Tarot; seria Cluster jest kontynuacją powieści Tarot), w Polsce w 1994 roku
- Pamięć absolutna (Total Recall, 1989), w Polsce w 1990 roku
- Through the Ice (1989), wraz z Robertem Kornwise
- Hard Sell (1990)
- Dead Morn (1990), wraz z Roberto Fuentes
- Firefly (1990)
- Balook (1990)
- Tatham Mound (1991)
- MerCycle (1991)
- The Caterpillar's Question (1992), wraz z Philipem José Farmer
- Alien Plot (1992, zbiór opowiadań)
- If I Pay Thee Not in Gold (1993), wraz z Mercedes Lackey
- Killobyte (1993)
- The Willing Spirit (1996), wraz z Alfredem Tella
- Volk (1996)
- Spider Legs (1998), wraz z Cliffordem A. Pickover
- Quest for the Fallen Star (1998), wraz z Jamesem Richey i Alanem Riggs
- Realty Check (1999)
- Dream a Little Dream (1999), wraz z Julie Brady
- The Gutbucket Quest (2000), wraz z Ronem Leming
- The Secret of Spring (2000), wraz z Jo Anne Taeusch
- Relationships (2006) – zbiór opowiadań
- Relationships, Vol. 2 (2007) – zbiór opowiadań
- Relationships, Vol. 3 (2008) – zbiór opowiadań
- Starkweather: Immortal 0 (2007), wraz z Davidem A. Rodriguez
- Tortoise Reform (2007)